# Bergtagen (musikalbum)
Bergtagen är ett musikalbum av Merit Hemmingson, utgivet 1973 av EMI. På skivan medverkar även "Folkmusikgruppen" där spelmännen Kalle Almlöf, Björn Ståbi och Pers Hans ingick.

## Låtlista
Alla låtar är traditionella om inget annat anges.

### Sida 1: Trollbunden
1. "Jämtländsk brudmarsch '73" – 3:51
2. "Visa från Oviken" – 3:03
3. "Evertsbergs gamla brudmarsch" – 3:14
4. "Vals efter Simons Per" – 2:46
5. "Elverumsvisan" – 2:39
6. "Skänklåt från Gagnef" – 1:52
7. "Lapp Nils' polska" – 1:50
8. "Gammal visa från Älvdalen" – 1:00
9. "Brudpolska efter Gyris Anders" – 2:26

### Sida 2: Gäst hos bergatrollen
1. "Gånglåt från Klockarberg" – 2:45
2. "Domaredansen" – 3:19
3. "Skänklåt från Dala Järna" – 2:22
4. "Märtas fäbopsalm" (Merit Hemmingson) – 3:42
5. "Polska efter Höök Olle" – 1:29
  - Solo: Pers Hans
6. "Oxbergsmarschen" – 2:13
7. "Brudmarsch efter Ekorr Anders" – 2:12
8. "Skålvisa från Jät" – 2:50

Total tid: 40:13

## Arrangemang

### Sida 1
- Merit Hemmingson (1, 2, 7)
- Merit Hemmingson, Kalle Almlöf (3, 5, 8)
- Merit Hemmingson, Kalle Almlöf, Björn Ståbi (4, 6)
- Kalle Almlöf, Björn Ståbi, Pers Hans (9)

### Sida 2
- Merit Hemmingson (2)
- Merit Hemmingson, Björn Ståbi (6)
- Merit Hemmingson, Kalle Almlöf (8)
- Merit Hemmingson, Kalle Almlöf, Björn Ståbi (1, 7)
- Merit Hemmingson, Kalle Almlöf, Björn Ståbi, Pers Hans (3)
- Pers Hans (5)

## Medverkande
- Merit Hemmingson
- Gunnar Westerbergh
- Kalle Almlöf
- Sven Erixson
- Björn Ståbi
- Pers Hans
- Jan Kling
- Bengt Palmers